# Mediebureau
Et mediebureau er en virksomhed, der hjælper annoncører med at kommunikere med deres kunder. Dette giver sig udslag både i kampagneplanlægning samt det egentlige indkøb hos de forskellige medier. Yderligere deltager mediabureauerne ofte i egentlig strategisk planlægning, og hjælper også med håndtering af kommunikation, der ikke formidles gennem traditionelt medieindkøb, f.eks. PR og virale kampagner. Mediebureauet bruges også til at gennemskue prisstrukturer på markedet og taktiske prisforhandlinger.
Tidligere – i 1970’erne og starten af 1980’erne – var der ofte formaliserede samarbejder mellem mediabureauerne og de reklamebureauer, de udsprang af. Dette er dog blevet mindre og mindre udtalt, og reklamebureauerne er nu kun én blandt flere kontaktflader mellem mediabureau og annoncører.